# Катания, Марио
Марио Катания (итал. Mario Catania; род. 5 марта 1952, Рим) — итальянский функционер и политик, министр сельскохозяйственной, продовольственной и лесной политики (2011—2013).

## Биография
В 1975 году окончил Римский университет Ла Сапиенца, с 1978 года работал в Министерстве сельскохозяйственной, продовольственной и лесной политики Италии, которому в дальнейшем посвятил большую часть жизни.
В 1990 году сотрудничал в рабочей группе Еврсоюза по вопросам молочной и сыроваренной промышленности, в 1996 году представлял итальянскую позицию в Специальном комитете по сельскому хозяйству Евросоюза, участвовал в деятельности Совета министров сельского хозяйства Европейского союза в составе итальянских делегаций. В 2005 году назначен генеральным директором Генерального управления сельскохозяйственной политики Министерства сельскохозяйственной и лесной политики, а в 2008 году возглавил Генеральное управление европейской и международной политики в рыночном регулировании. В 2009 году назначен начальником Департамента европейской и международной политики, получив в своё ведение вопросы сельского хозяйства и рыболовства.
С 16 ноября 2011 по 28 апреля 2013 года являлся министром сельскохозяйственной, продовольственной и лесной политики в правительстве Монти.
В преддверии парламентских выборов 2013 года возглавил список Союза Центра во 2-м избирательном округе Кампании. После избрания вошёл во фракцию «Гражданский выбор за Италию» Палаты депутатов XVII созыва (с 11 октября 2016 года она именовалась Civici e innovatori, в примерном переводе — «Гражданственные и инноваторы»). С 26 января 2017 года состоял во фракции «За Италию — Демократический центр». В следующий парламент, избранный в марте 2018 года, Катания не вошёл.

## Награды
- Кавалер Ордена «За заслуги перед Итальянской Республикой» (27 декабря 1992 года по представлению Совета министров Италии)[5]